# Abramo Albini
Abramo Albini   (Garzeno, 29 de gener de 1948) és un remer italià, ja retirat, que va competir durant les dècades de 1960 i 1970.
El 1968 va prendre part en els Jocs Olímpics d'Estiu de Ciutat de Mèxic, on guanyà la medalla de bronze en la prova del quatre sense timoner del programa de rem. Formà equip amb Renato Bosatta, Tullio Baraglia i Pier Angelo Conti Manzini. Quatre anys més tard, als Jocs de Múnic, fou desè en la mateixa prova.